# Cimetière de Forcalquier
Le cimetière de Forcalquier est le cimetière communal de Forcalquier dans les Alpes-de-Haute-Provence. Il est fameux comme cimetière paysager car ses allées et divisions sont bordées d'ifs et de cyprès taillés. Il s'étend sur 0,75 hectare. 

## Histoire et description
Le cimetière de Forcalquier a ouvert en 1835. Il est classé depuis 1946. C'est à l'initiative d'un député-maire de Forcalquier au début du XXe siècle, Martial Sicard, que les ifs ont commencé à être plantés pour faire un jardin classique. Il est réparti en trois terrasses étagées avec des carrés délimités par de hautes haies végétales jusqu'à quatre mètres dans lesquelles sont percées des ouvertures. L'ensemble donne une structure d'architecture végétale remarquable. La taille en topiaire est effectuée tous les ans à l'automne. Les tombes, quant à elles, sont plutôt modestes et les statues rares. La tombe d'un certain Eugène Bouche, mort à l'âge de quatre-vingts ans en 1893, possède une longue épitaphe dithyrambique à la gloire de la république. On remarque la tombe collective surmontée de l'ange de la Résurrection des Sœurs hospitalières trinitaires autrefois actives dans la région.
Des visites sont régulièrement organisées par l'office du tourisme local.

## Personnalités inhumées
- Jack Drumond (1891-1952), nutritionniste britannique assassiné dans la nuit du 4 au 5 août 1952 avec son épouse Anne (née en 1904) et leur fille Elizabeth (née en 1942) à quelques mètres de la ferme Dominici (affaire Dominici)
- Edmond Henry (1910-1970), chirurgien qui réalisa en 1968 la transplantation cardiaque la plus longue de cette époque
- Alain Prieur (1949-1991), cascadeur